# New York Film Critics Circle Award/Beste Hauptdarstellerin
Die Filmkritikervereinigung New York Film Critics Circle vergibt seit 1935 einen Preis für die Beste Hauptdarstellerin (Best Actress) in einem Spielfilm.

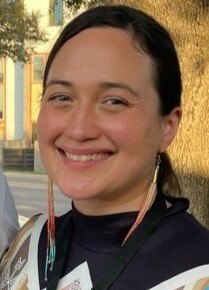
Preisträgerin 2023: Lily Gladstone (Killers of the Flower Moon)

## Hintergrund
Am erfolgreichsten in dieser Kategorie war die US-amerikanische Schauspielerin Meryl Streep, die zwischen 1982 und 2011 den Preis vier Mal gewinnen konnte. Je drei Mal erfolgreich waren die britischen Schauspielerinnen Deborah Kerr, Glenda Jackson und Julie Christie, die US-Amerikanerinnen Joanne Woodward und Sissy Spacek sowie die Norwegerin Liv Ullmann. 30 Mal gelang es der Filmkritikervereinigung, vorab die Oscar-Gewinnerin zu präsentieren, zuletzt 2013 geschehen mit dem Sieg der Australierin Cate Blanchett (Blue Jasmine).

## Preisträgerinnen
Die Jahreszahlen der Tabelle nennen die bewerteten Filmjahre, die Preisverleihungen fanden jeweils im Folgejahr statt.
| Jahr | Preisträgerin         | Originaltitel                   | Deutscher Titel                            |
| ---- | --------------------- | ------------------------------- | ------------------------------------------ |
| 1935 | Greta Garbo           | Anna Karenina                   | Anna Karenina                              |
| 1936 | Luise Rainer ¹        | The Great Ziegfeld              | Der große Ziegfeld                         |
| 1937 | Greta Garbo           | Camille                         | Die Kameliendame                           |
| 1938 | Margaret Sullavan     | Three Comrades                  | k. A.                                      |
| 1939 | Vivien Leigh ¹        | Gone with the Wind              | Vom Winde verweht                          |
| 1940 | Katharine Hepburn     | The Philadelphia Story          | Die Nacht vor der Hochzeit                 |
| 1941 | Joan Fontaine ¹       | Suspicion                       | Verdacht                                   |
| 1942 | Agnes Moorehead       | The Magnificent Ambersons       | Der Glanz des Hauses Amberson              |
| 1943 | Ida Lupino            | The Hard Way                    | k. A.                                      |
| 1944 | Tallulah Bankhead     | Lifeboat                        | Das Rettungsboot                           |
| 1945 | Ingrid Bergman*       | The Bells of St. Mary’s         | Die Glocken von St. Marien                 |
| 1945 | Ingrid Bergman*       | Spellbound                      | Ich kämpfe um dich                         |
| 1946 | Celia Johnson         | Brief Encounter                 | Begegnung                                  |
| 1947 | Deborah Kerr*         | Black Narcissus                 | Die schwarze Narzisse                      |
| 1947 | Deborah Kerr*         | I See a Dark Stranger           | k. A.                                      |
| 1948 | Olivia de Havilland   | The Snake Pit                   | Die Schlangengrube                         |
| 1949 | Olivia de Havilland ¹ | The Heiress                     | Die Erbin                                  |
| 1950 | Bette Davis           | All About Eve                   | Alles über Eva                             |
| 1951 | Vivien Leigh ¹        | A Streetcar Named Desire        | Endstation Sehnsucht                       |
| 1952 | Shirley Booth ¹       | Come Back Little Sheba          | Kehr zurück, kleine Sheba                  |
| 1953 | Audrey Hepburn ¹      | Roman Holiday                   | Ein Herz und eine Krone                    |
| 1954 | Grace Kelly ¹         | The Country Girl                | Ein Mädchen vom Lande                      |
| 1954 | Grace Kelly ¹         | Dial M for Murder               | Bei Anruf Mord                             |
| 1954 | Grace Kelly ¹         | Rear Window                     | Das Fenster zum Hof                        |
| 1955 | Anna Magnani ¹        | The Rose Tattoo                 | Die tätowierte Rose                        |
| 1956 | Ingrid Bergman ¹      | Anastasia                       | Anastasia                                  |
| 1957 | Deborah Kerr          | Heaven Knows, Mr. Allison       | Der Seemann und die Nonne                  |
| 1958 | Susan Hayward ¹       | I Want to Live!                 | Laßt mich leben                            |
| 1959 | Audrey Hepburn        | The Nun’s Story                 | Geschichte einer Nonne                     |
| 1960 | Deborah Kerr          | The Sundowners                  | Der endlose Horizont                       |
| 1961 | Sophia Loren ¹        | La ciociara                     | Und dennoch leben sie                      |
| 1962 | Preis nicht vergeben  | Preis nicht vergeben            | Preis nicht vergeben                       |
| 1963 | Patricia Neal ¹       | Hud                             | Der Wildeste unter Tausend                 |
| 1964 | Kim Stanley           | Séance on a Wet Afternoon       | An einem trüben Nachmittag                 |
| 1965 | Julie Christie ¹      | Darling                         | Darling                                    |
| 1966 | Lynn Redgrave         | Georgy Girl                     | Georgy Girl                                |
| 1966 | Elizabeth Taylor ¹    | Who’s Afraid of Virginia Woolf? | Wer hat Angst vor Virginia Woolf?          |
| 1967 | Edith Evans           | The Whisperers                  | Flüsternde Wände                           |
| 1968 | Joanne Woodward       | Rachel, Rachel                  | Die Liebe eines Sommers                    |
| 1969 | Jane Fonda            | They Shoot Horses, Don’t They?  | Nur Pferden gibt man den Gnadenschuß       |
| 1970 | Glenda Jackson ¹      | Women in Love                   | Liebende Frauen                            |
| 1971 | Jane Fonda ¹          | Klute                           | Klute                                      |
| 1972 | Liv Ullmann           | Viskningar och rop              | Schreie und Flüstern                       |
| 1972 | Liv Ullmann           | Utvandrarna                     | Emigranten                                 |
| 1973 | Joanne Woodward       | Summer Wishes, Winter Dreams    | Sommerwünsche – Winterträume               |
| 1974 | Liv Ullmann           | Scener ur ett äktenskap         | Szenen einer Ehe                           |
| 1975 | Isabelle Adjani       | L’histoire d’Adèle H.           | Die Geschichte der Adèle H.                |
| 1976 | Liv Ullmann           | Ansikte mot ansikte             | Von Angesicht zu Angesicht                 |
| 1977 | Diane Keaton ¹        | Annie Hall                      | Der Stadtneurotiker                        |
| 1978 | Ingrid Bergman        | Höstsonaten                     | Herbstsonate                               |
| 1979 | Sally Field ¹         | Norma Rae                       | Norma Rae – Eine Frau steht ihren Mann     |
| 1980 | Sissy Spacek ¹        | Coal Miner’s Daughter           | Nashville Lady                             |
| 1981 | Glenda Jackson        | Stevie                          | k. A.                                      |
| 1982 | Meryl Streep ¹        | Sophie’s Choice                 | Sophies Entscheidung                       |
| 1983 | Shirley MacLaine ¹    | Terms of Endearment             | Zeit der Zärtlichkeit                      |
| 1984 | Peggy Ashcroft ²      | A Passage to India              | Reise nach Indien                          |
| 1985 | Norma Aleandro        | La historia oficial             | Die offizielle Geschichte                  |
| 1986 | Sissy Spacek          | Crimes of the Heart             | Verbrecherische Herzen                     |
| 1987 | Holly Hunter          | Broadcast News                  | Nachrichtenfieber – Broadcast News         |
| 1988 | Meryl Streep          | A Cry in the Dark               | Ein Schrei in der Dunkelheit               |
| 1989 | Michelle Pfeiffer     | The Fabulous Baker Boys         | Die fabelhaften Baker Boys                 |
| 1990 | Joanne Woodward       | Mr. and Mrs. Bridge             | Mr. & Mrs. Bridge                          |
| 1991 | Jodie Foster ¹        | The Silence of the Lambs        | Das Schweigen der Lämmer                   |
| 1992 | Emma Thompson ¹       | Howards End                     | Wiedersehen in Howards End                 |
| 1993 | Holly Hunter ¹        | The Piano                       | Das Piano                                  |
| 1994 | Linda Fiorentino      | The Last Seduction              | Die letzte Verführung                      |
| 1995 | Jennifer Jason Leigh  | Georgia                         | Georgia                                    |
| 1996 | Emily Watson          | Breaking the Waves              | Breaking the Waves                         |
| 1997 | Julie Christie        | Afterglow                       | Liebesflüstern                             |
| 1998 | Cameron Diaz          | There’s Something About Mary    | Verrückt nach Mary                         |
| 1999 | Hilary Swank ¹        | Boys Don’t Cry                  | Boys Don’t Cry                             |
| 2000 | Laura Linney          | You Can Count on Me             | You Can Count on Me                        |
| 2001 | Sissy Spacek          | In the Bedroom                  | In the Bedroom                             |
| 2002 | Diane Lane            | Unfaithful                      | Untreu                                     |
| 2003 | Hope Davis            | American Splendor               | American Splendor                          |
| 2003 | Hope Davis            | The Secret Lives of Dentists    | k. A.                                      |
| 2002 | Imelda Staunton       | Vera Drake                      | Vera Drake                                 |
| 2005 | Reese Witherspoon ¹   | Walk the Line                   | Walk the Line                              |
| 2006 | Helen Mirren ¹        | The Queen                       | Die Queen                                  |
| 2007 | Julie Christie        | Away From Her                   | An ihrer Seite                             |
| 2008 | Sally Hawkins         | Happy-Go-Lucky                  | Happy-Go-Lucky                             |
| 2009 | Meryl Streep          | Julie & Julia                   | Julie & Julia                              |
| 2010 | Annette Bening        | The Kids Are All Right          | The Kids Are All Right                     |
| 2011 | Meryl Streep ¹        | The Iron Lady                   | Die Eiserne Lady                           |
| 2012 | Rachel Weisz          | The Deep Blue Sea               | The Deep Blue Sea                          |
| 2013 | Cate Blanchett ¹      | Blue Jasmine                    | Blue Jasmine                               |
| 2014 | Marion Cotillard      | The Immigrant                   | The Immigrant                              |
| 2014 | Marion Cotillard      | Deux jours, une nuit            | Zwei Tage, eine Nacht                      |
| 2015 | Saoirse Ronan         | Brooklyn                        | Brooklyn – Eine Liebe zwischen zwei Welten |
| 2016 | Isabelle Huppert      | L’avenir                        | Alles was kommt                            |
| 2016 | Isabelle Huppert      | Elle                            | Elle                                       |
| 2017 | Saoirse Ronan         | Lady Bird                       | Lady Bird                                  |
| 2018 | Regina Hall           | Support the Girls               | Support the Girls                          |
| 2019 | Lupita Nyong’o        | Us                              | Wir                                        |
| 2020 | Sidney Flanigan       | Never Rarely Sometimes Always   | Niemals Selten Manchmal Immer              |
| 2021 | Lady Gaga             | House of Gucci                  | House of Gucci                             |
| 2022 | Cate Blanchett        | Tár                             | Tár                                        |
| 2023 | Lily Gladstone        | Killers of the Flower Moon      | Killers of the Flower Moon                 |

¹ = Schauspielerinnen, die für ihre Rolle später den Oscar als Beste Hauptdarstellerin des Jahres gewannen

² = 1984 wurde Preisträgerin Peggy Ashcroft für ihre Rolle später mit dem Oscar als Beste Nebendarstellerin des Jahres ausgezeichnet